# Colpo di Stato in Burkina Faso del settembre 2022
Il colpo di Stato in Burkina Faso del 30 settembre 2022 è stato un golpe militare avvenuto in Burkina Faso e volto a destituire il presidente ad interim Paul-Henri Sandaogo Damiba, il quale a sua volta aveva preso il potere con un putsch otto mesi prima.

## Antefatti
La notte fra il 23 e il 24 gennaio 2022 si verificò in Burkina Faso un colpo di Stato ai danni del governo democraticamente eletto, accusato dall'esercito di essere incapace di gestire la pressante insurrezione jihadista che si stava verificando nel nord del paese. Un gruppo di ufficiali cappeggiati dal generale Paul-Henri Sandaogo Damiba costrinse alle dimissioni il presidente Roch Marc Christian Kaboré, sospese la costituzione e sciolse il parlamento. Prese dunque il potere una salda giunta militare, chiamata Movimento Patriottico per la Salvaguardia e la Restaurazione, inizialmente accolta con favore da molti burkinabè.
Tuttavia, anche il nuovo regime non fu in grado di gestire i ribelli jihadisti, perdendo al contrario il controllo di diverse regioni a nord del paese. Alla vigilia del colpo di stato di settembre, quasi il 40% del territorio del Burkina Faso era controllato da forze non statali e di impronta jihadista. Nel frattempo, Damiba iniziò ad accentrare su di sé molti ruoli amministrativi prima affidati agli ufficiali, i quali incominciarono a essere insoddisfatti nei confronti del suo governo. Nel frattempo, vista la fallimentare gestione delle pressioni jihadiste, anche il sostegno da parte dei cittadini iniziò a venir meno.

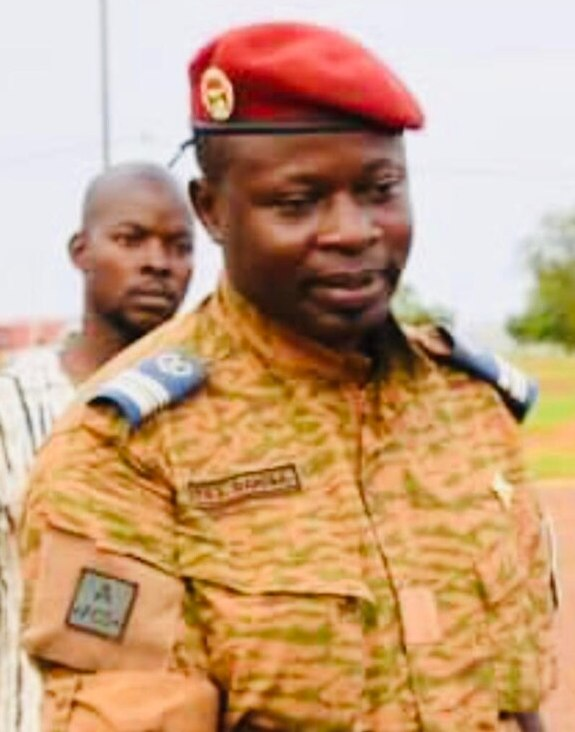
il presidente Paul-Henri Sandaogo Damiba pochi giorni dopo aver preso il potere in Burkina Faso.

Fra gli ufficiali disillusi c'era anche Ibrahim Traoré, all'epoca capo di un'unità militare appartenente alle forze speciali chiamata "Cobra" e il cui quartier generale era situato a Kaya, città nel nord del Burkina Faso. All'interno dell'unità "Cobra" il malcontento nei confronti del regime di Damiba era molto alto. Infatti, il governo non solo forniva le truppe di uno scarso equipaggiamento, ma tardava anche nel consegnare le paghe per i soldati.
Un altro fattore da considerare è la crescente influenza che la Turchia e la Russia, tramite il mercenario Yevgeny Prigozhin e i mercenari del Gruppo Wagner da lui comandati, hanno cercato di esercitare nella striscia del Sahel. Infatti, negli ultimi anni, all'interno del popolo burkinabè era iniziato a serpeggiare un certo malcontento nei confronti della Francia, fino a quel momento principale alleato del Burkina Faso. In questo contesto, Damiba si era apertamente schierato con i francesi, mentre molti militari, grazie soprattutto all'intervento di Prigozhin, iniziarono lentamente a sviluppare un sentimento antifrancese e filorusso.

## Colpo di Stato
Il colpo di Stato iniziò ufficialmente la mattina del 30 settembre, quando nella capitale iniziarono ad essere sparati i primi colpi d'arma da fuoco presso il ricco quartiere di Ouaga 2000, sede del quartier generale presidenziale. Poche ore dopo, i primi soldati, la maggior parte dei quali apparteneva all'unità "Cobra", iniziarono a circondare la città con blocchi stradali, impendendo a chiunque di accedervi. A questo punto, le truppe golpiste fecero irruzione nel Palazzo Kosyam, il palazzo presidenziale del paese, ove uccisero le guardie fedeli a Damiba. Qualche ora dopo, la giunta militare proclamò lo stato di emergenza, comunicando che stava avvenendo un colpo di Stato e che il governo si era reso disponibile a trattare con i golpisti. Tuttavia, questi ultimi si rifiutarono di trattare con il governo.
Verso le sette di sera, il capitano Traoré annunciò tramite la televisione che lui e un altro gruppo di ufficiali avevano deciso di effettuare un golpe e rimuovere il presidente Damiba a causa della sua incapacità nel gestire i ribelli jihadisti, e successivamente impose il coprifuoco a livello nazionale dalle 21:00 alle 5:00.

## Conseguenze
Damiba, di cui inizialmente si erano perse le tracce, fu accusato da Traoré di aver organizzato un contro-colpo di Stato con l'aiuto delle truppe francesi situate in Burkina Faso. Nonostante Damiba respinse l'accusa, il giorno successivo al golpe diversi cittadini burkinabè presero d'assalto l'ambasciata francese a Ouagadougou e distrussero un istituto privato francese a Bobo-Dioulasso. La stessa Francia negò ogni coinvolgimento nel colpo di Stato e condannò gli attacchi.
Nel gennaio del 2023, la nuova giunta militare ordinò alle forze francesi di ritirarsi dal Burkina Faso e il mese successivo la Francia chiuse ufficialmente ogni base militare nel paese. Dopo il ritiro delle truppe francesi, gli attacchi jihadisti si fecero ancora più presenti sul territorio burkinabè e il neo governo fece di nuovo fatica a gestire la situazione.

## Reazioni internazionali
- Francia: il ministro degli esteri francese, Catherine Colonna, ha espresso le sue preoccupazioni per la sicurezza dei cittadini francesi residenti nel paese e ha condannato il colpo di Stato.[14]
- ECOWAS: la Comunità economica degli Stati dell'Africa occidentale si è fermamente opposta al colpo di stato, affermando che esso è avvenuto proprio quando il Burkina Faso stava imboccando la strada della democrazia.[8]
- Unione Africana: Il presidente della Commissione dell'Unione Africana, Moussa Faki, ha condannato il colpo di Stato, definendolo "incostituzionale" e sospendendo il Burkina Faso dall'organizzazione.[15]
- OIC: L'Organizzazione della cooperazione islamica ha condannato il colpo di Stato, invitando a mantenere lo spirito del dialogo.[16]
- Stati Uniti: il governo statunitense ha invitato la nuova giunta a ridurre la tensione, proteggere i cittadini e i soldati e a consentire il ritorno a un governo democratico.[17]
- Russia: il governo russo ha espresso il proprio rammarico per la popolazione del Burkina Faso, auspicando al più presto a un ritorno alla normalità;[18] mentre il mercenario russo Prigozhin ha elogiato Traoré, definendolo per il suo gesto "coraggioso".[19]